# Theuville (Theuville)
Theuville ist eine Ortschaft und eine ehemalige französische Gemeinde mit zuletzt 681 Einwohnern (Stand: 2014) im Département Eure-et-Loir in der Region Centre-Val de Loire. Sie gehörte zum Kanton Voves und zum Arrondissement Chartres.
Mit Wirkung vom 1. Januar 2016 wurden die früheren Gemeinden Pézy und Theuville zur namensgleichen Commune nouvelle Theuville zusammengeschlossen. In der neuen Gemeinde wurde ihnen der Status einer Commune déléguée jedoch nicht zuerkannt. Der Verwaltungssitz befindet sich im Ort Theuville.

## Lage
Nachbarorte sind Berchères-les-Pierres im Nordwesten, Prunay-le-Gillon im Nordosten, Allonnes im Osten, Beauvilliers im Südosten, Voves im Süden, Villeneuve-Saint-Nicolas und Pézy im Nordwesten und Dammarie im Westen.

## Bevölkerungsentwicklung
| Jahr      | 1962 | 1968 | 1975 | 1982 | 1990 | 1999 | 2008 |
| --------- | ---- | ---- | ---- | ---- | ---- | ---- | ---- |
| Einwohner | 398  | 384  | 321  | 368  | 403  | 421  | 415  |

## Geschichte
Bis zum 31. Dezember 2015 existierte Theuville mit einer Gesamtfläche von 29,86 Quadratkilometern und den Weilern Baigneaux, Houssay, Rosay au Val, Vovette et Nicorbin, Louasville und Ledeville.

## Sehenswürdigkeiten

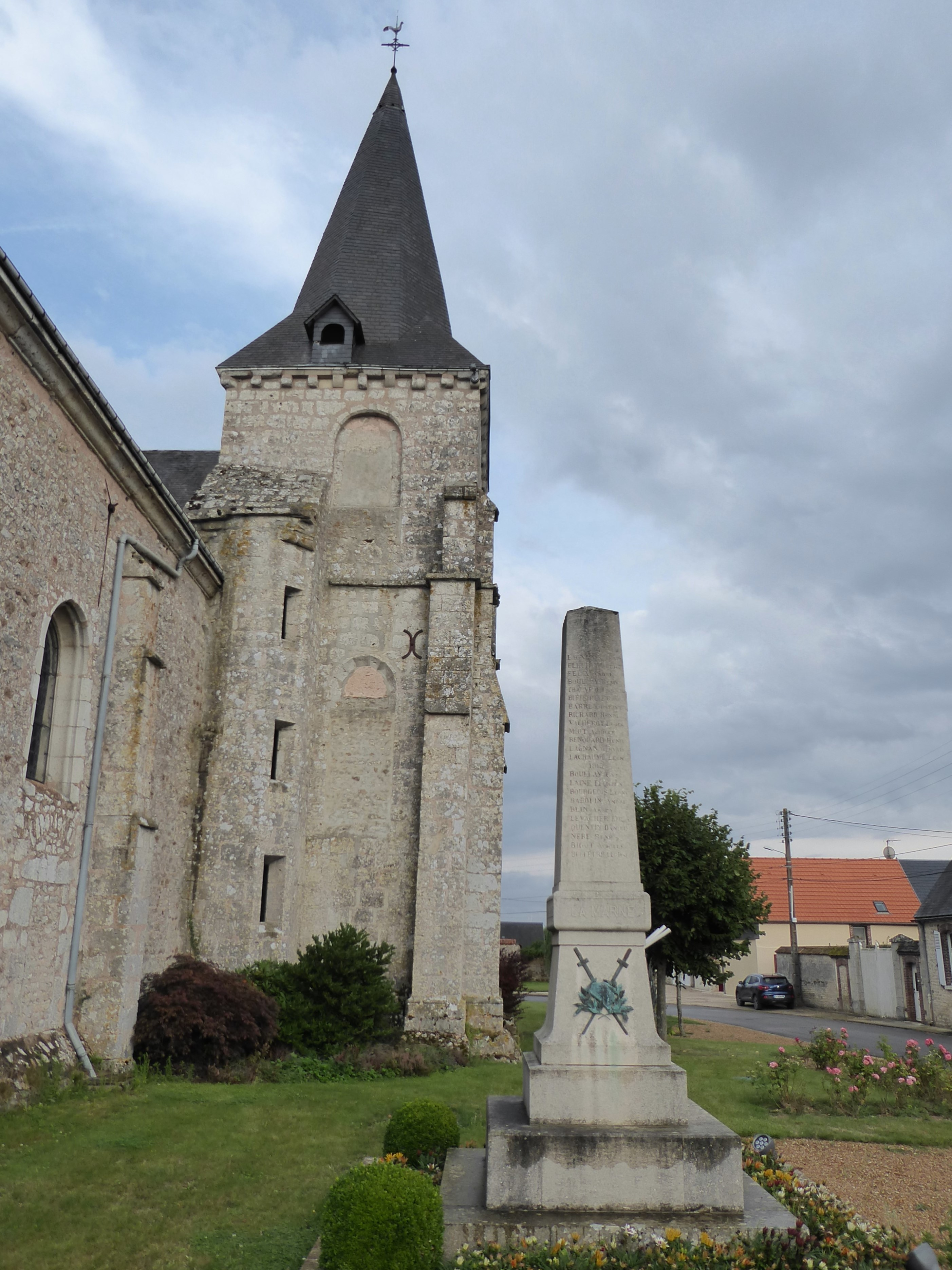
Kirche Saint-Barthélemy und Kriegerdenkmal

- Kirche Saint-Barthélemy, nebenan das örtliche Kriegerdenkmal